# Dasysyrphus pauxillus
Dasysyrphus pauxillus là một loài ruồi trong họ Ruồi giả ong (Syrphidae). Loài này được Williston mô tả khoa học đầu tiên năm 1887. Dasysyrphus pauxillus phân bố ở vùng Cổ Bắc giới (Đan Mạch)